# Monique van der Vorst
Monique van der Vorst (Gouda, 20 de novembre de 1984) és una ciclista neerlandesa. Ha aconseguit dues medalles de plata als Jocs Paralímpics de Pequín 2008 en la modalitat de bicicleta de mà en la primera vegada que aquesta disciplina es disputava en categoria femenina. També ha estat tres vegades campiona del món de bicicleta de mà, i campiona del món d'Ironman per a discapacitats el 2009, any en què també va obtenir el premi a la millor esportista amb discapacitat.
Després d'una sorprenent recuperació al llarg dels anys 2010-2011 debutarà com a professional en l'equip femení del Rabobank el 2012.
Amb 13 anys va perdre la mobilitat de la cama esquerra, després de sotmetre's a una operació al turmell a causa de les contínues lesions per jugar a l'hoquei, i progressivament fou perdent mobilitat en la resta del cos. Va trobar una sortida en els tricicles especials paralímpics que s'impulsen amb les mans i de mica en mica va anar progressant aconseguint victòries. Tanmateix, aquesta progressió va veure's parada després de patir un greu accident de trànsit contra un cotxe a Tampa tot i que només quatre mesos després va presentar-se als Jocs Paralímpics de Pequín 2008, on va guanyar dues medalles de plata.
El 2010 en la seva preparació per als Jocs Paralímpics de Londres 2012, va patir un accident a Mallorca en topar contra una bicicleta convencional que sorprenentment van fer-li recuperar la mobilitat i a d'aleshores ençà varen començar a rebutjar-la en proves per a discapacitats. Tot i que va intentar de dedicar-se a la marató, de seguida va tornar a la bicicleta, aquesta vegada convencional, i després de comprovar en llargs entrenaments que estava totalment recuperada va ser fitxada per l'equip femení Rabobank per al 2012, on va compartir equip amb una de les grans ciclistes del món, Marianne Vos.